# Gang Olsena jedzie do Jutlandii
Gang Olsena jedzie do Jutlandii (duń. Olsen-Banden i Jylland) – duński barwny film komediowy z 1971 roku, należący do popularnej serii filmowej Gang Olsena (trzeci film). Film jest kontynuacją filmu Gang Olsena w potrzasku z 1969 roku.

## Fabuła

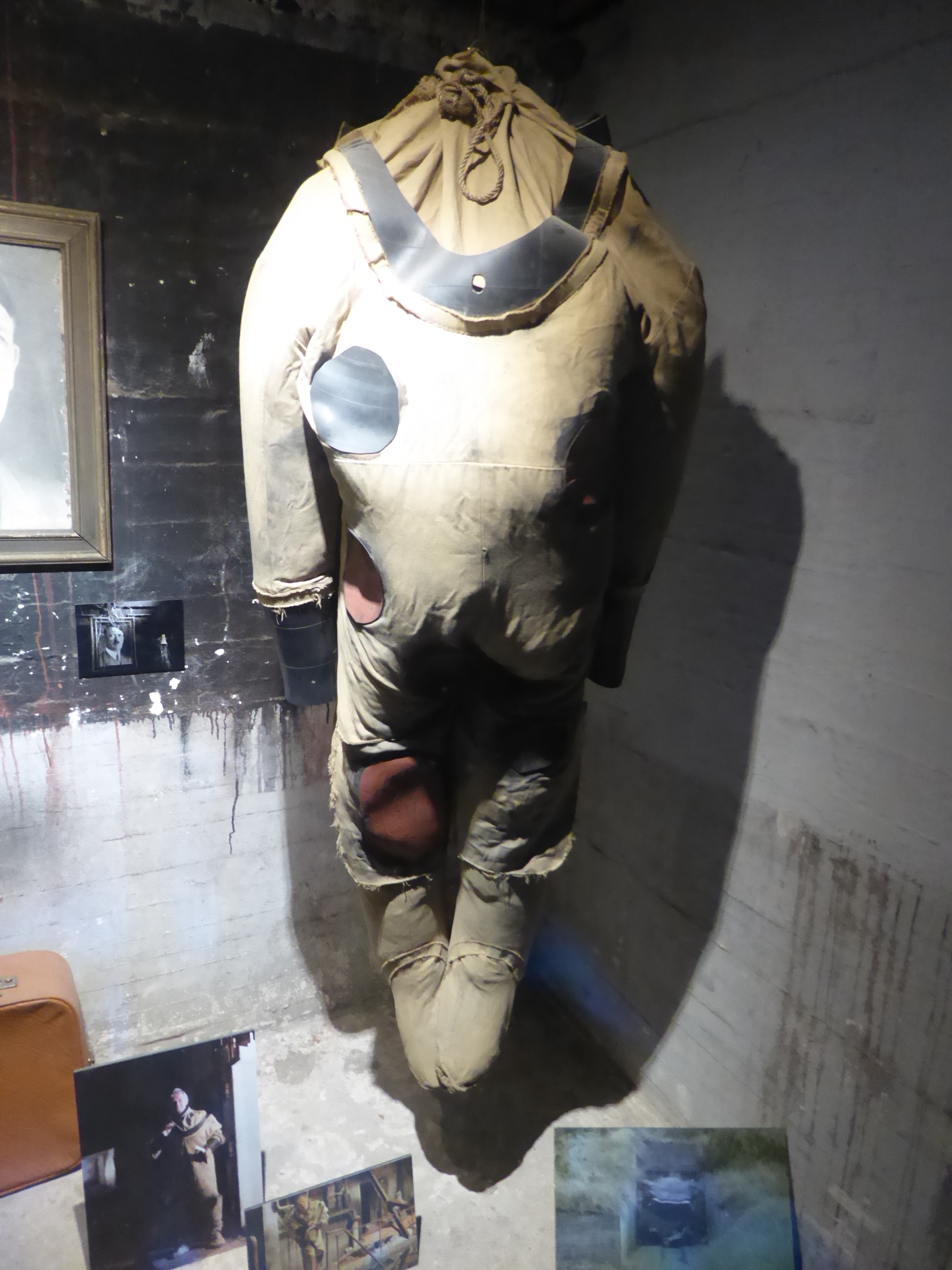
Skafander nurka, w którym Egon bada wnętrze bunkra

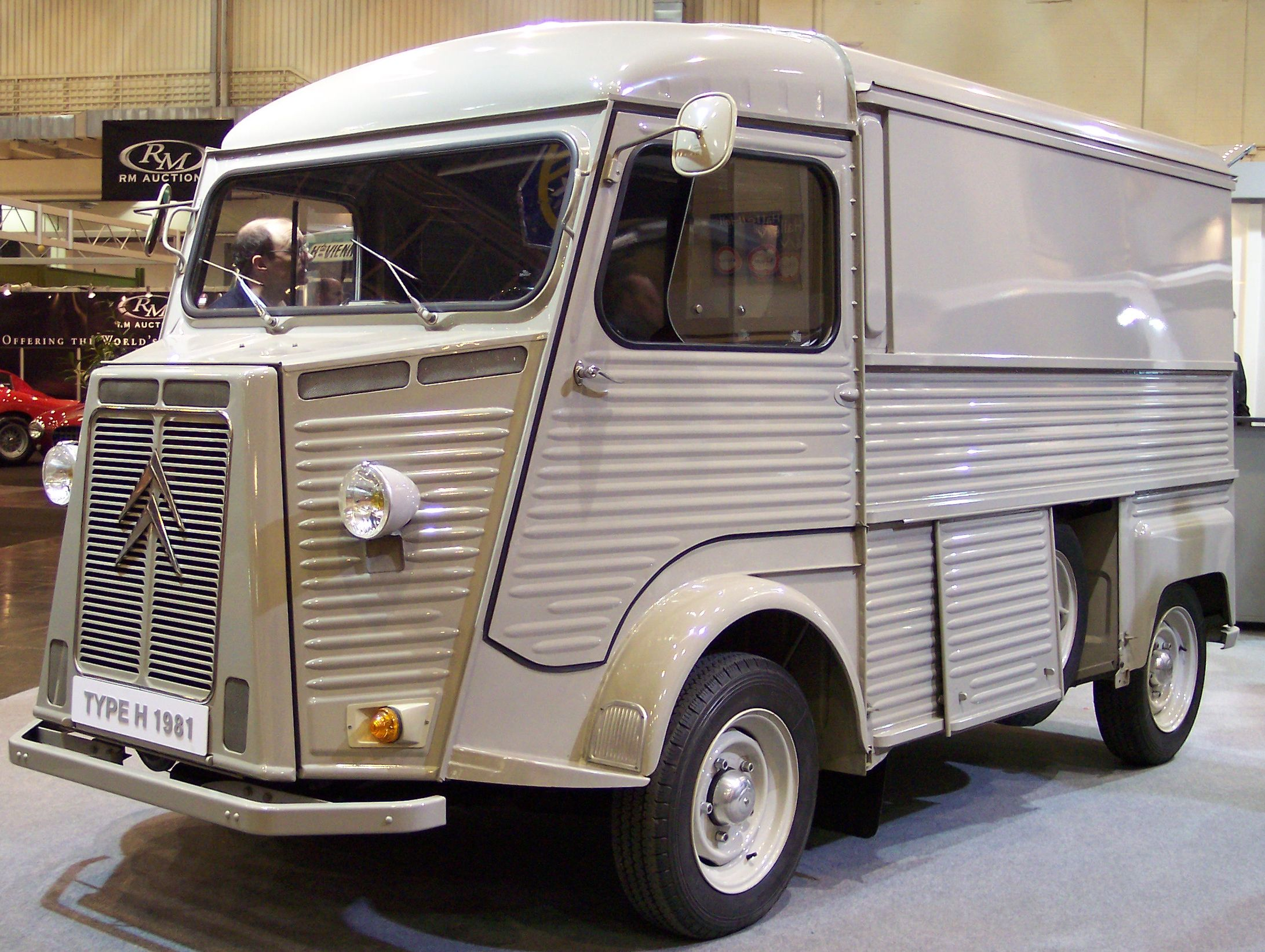
Citroën H, taki samochód kradnie gang, by dojechać na Jutlandię

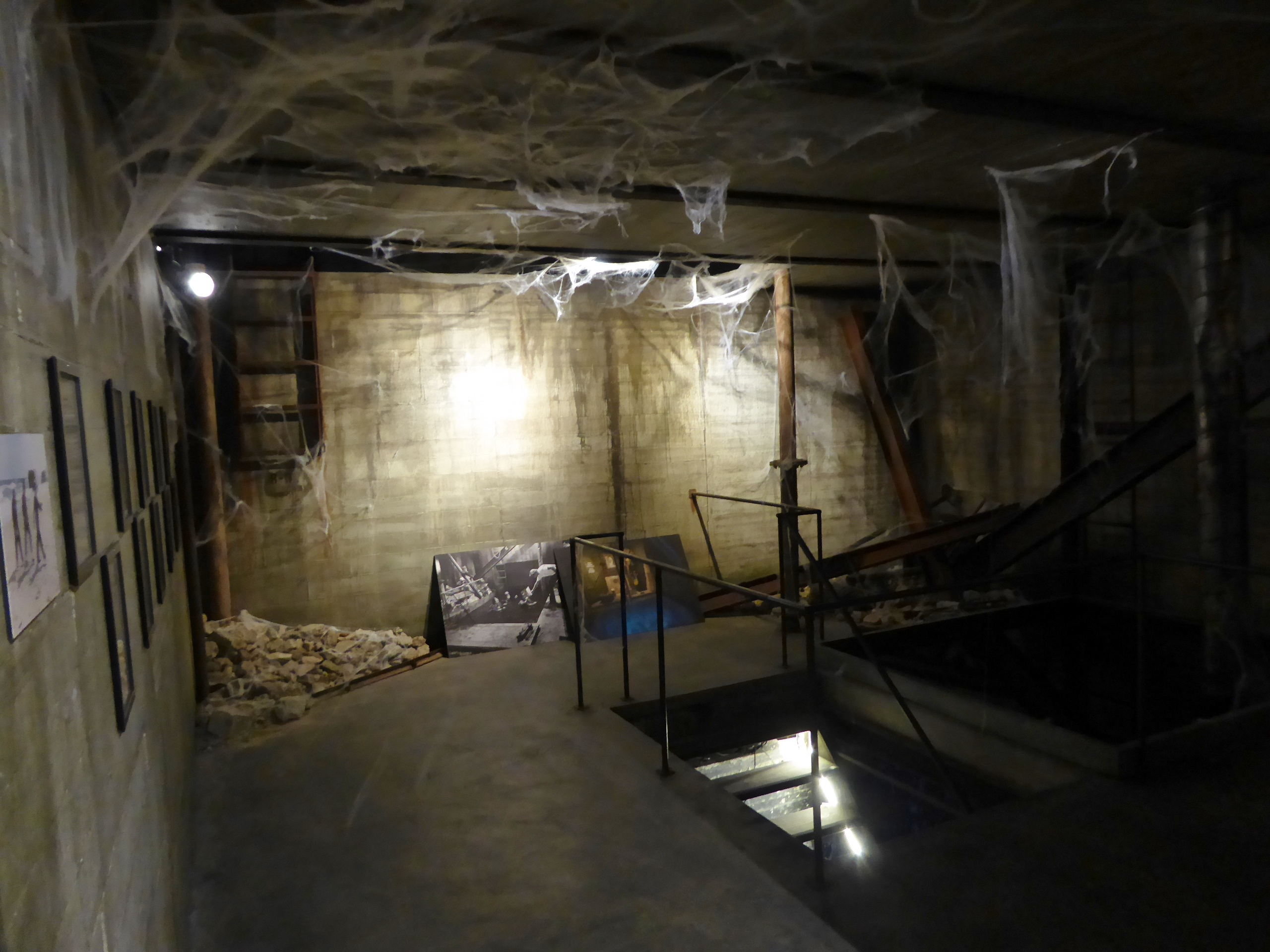
Inscenizacja wnętrza bunkra ze skarbem

Egon Olsen, elegancki przestępca i namiętny palacz cygar, kolejny raz opuszcza ten sam zakład karny, przed którym już oczekują na niego pozostali członkowie kopenhaskiego trzyosobowego gangu Olsena. Członkowie gangu ponownie chcą zostać milionerami i wyjechać na Majorkę. W tym celu decydują się na zrabowanie ukrytego skarbu z poniemieckiego bunkra z II wojny światowej na Półwyspie Jutlandzkim (zachodnia część Danii). Informację o skarbie Egon uzyskał podczas swojej ostatniej „odsiadki”. Ponieważ tchórzliwy Kjeld musi zabrać w drogę swoją gadatliwą żonę Yvonne, która ma mnóstwo rzeczy do spakowania, oraz syna, gang jest zmuszony posiąść większy samochód. Kradną więc furgonetkę Citroën H, którą – starając się po drodze kraść paliwo na stacjach benzynowych – dojeżdżają na Jutlandię, gdzie furgonetka ulega awarii.
Początkowo członkowie gangu nie mogą odnaleźć nadmorskich bunkrów, a po ich odnalezieniu okazuje się, że bunkry znajdują się na zamkniętym terenie wojskowym, strzeżonym przez fajtłapowatych żołnierzy. Ponieważ stojący na plaży właściwy bunkier jest częściowo zatopiony, miejscowy właściciel złomowiska (Madsen) proponuje gangowi współpracę i wypożycza sprzęt do nurkowania. Egon w kombinezonie nurka penetruje bunkier i lokalizuje schowany za betonową ścianą skarb.
Problemy narastają, gdy okazuje się, że gang Olsena nie jest jedynym chętnym na ten skarb - zjawia się córka budowniczego bunkra (Karen), której towarzyszy uzbrojony przestępca Rico. Rico uprowadza Børge, nastoletniego syna Kjelda, ale szybko chłopiec uwalnia się fortelem i krępuje samego Rico. Jednocześnie Karen próbuje zawrzeć znajomość z tchórzliwym porucznikiem, dowódcą żołnierzy stacjonujących przy bunkrach.
Gang Olsena przez dłuższy czas nie może poradzić sobie z przebiciem się przez ścianę bunkra, włącznie z użyciem materiałów wybuchowych, by sięgnąć po skarb. W bunkrze staczają zwycięską walkę z Rico. Podczas próby przebicia ściany młotem pneumatycznym gang uruchamia stary pocisk poruszający się w bunkrze po prowadnicach pod stropem. Niespodziewanie pocisk uderza w tę ścianę, którą gang próbuje sforsować, wybuchem wybijając otwór i równocześnie burząc siedzibę żołnierzy na powierzchni. W wyniku eksplozji otyły Kjeld traci przytomność. Za ścianą gang znajduje między innymi sejf Franza Jägera z Berlina, od otwierania którego Olsen jest mistrzem. W sejfie spoczywają walizka dolarów w banknotach i skrzynia złota. Egon i Benny z nieprzytomnym Kjeldem i łupem ewakuują się z bunkra lokomotywką, którą wcześniej skradli. W niej Kjeld odzyskuje przytomność, ale doznaje chwilowego pomieszania zmysłów, jednak Egon kontrolowanym uderzeniem w głowę doprowadza go do porządku i cały gang przesiada się do pożyczonego starego samochodu. Tymczasem gang ściga samochodem ostrzeliwujący ich Rico, którego udaje się gangowi zgubić. Gang zmaga się z czasem, by zdążyć na samolot z lotniska. Nagle ich auto zatrzymuje się, ponieważ brakuje paliwa. Szczęśliwie nadjeżdża furgonetka Madsena z żoną i synem Kjelda. Pracownik Madsena bierze na hol ich samochód i dowozi do Madsena, gdzie dzielą się łupem. Madsen bierze złoto, a gang Olsena pieniądze. Na złomowisko przyjeżdża Rico i bezskutecznie próbuje pozbawić Madsena oraz towarzyszącej mu Karen złota. Karen decyduje się zamieszkać z posiadającym złoto Madsenem. Na koniec Egon udaje się do banku, by wymienić dolary, które okazują się fałszywkami, a Egona zabierają policjanci.

## Obsada
- Ove Sprogøe - Egon Olsen
- Morten Grunwald - Benny Frandsen
- Poul Bundgaard - Kjeld Jensen
- Kirsten Walther - Yvonne Jensen, żona Kjelda
- Jes Holtsø - Børge Jensen, syn Yvonne i Kjelda
- Helle Virkner - Karen
- Willy Rathnov - Rico
- Karl Stegger - Mads Madsen
- Preben Kaas - pracownik Madsena
- Peter Steen - porucznik
- Benny Hansen - szeregowy
- Gunnar Strømvad - kierowca